# Raca

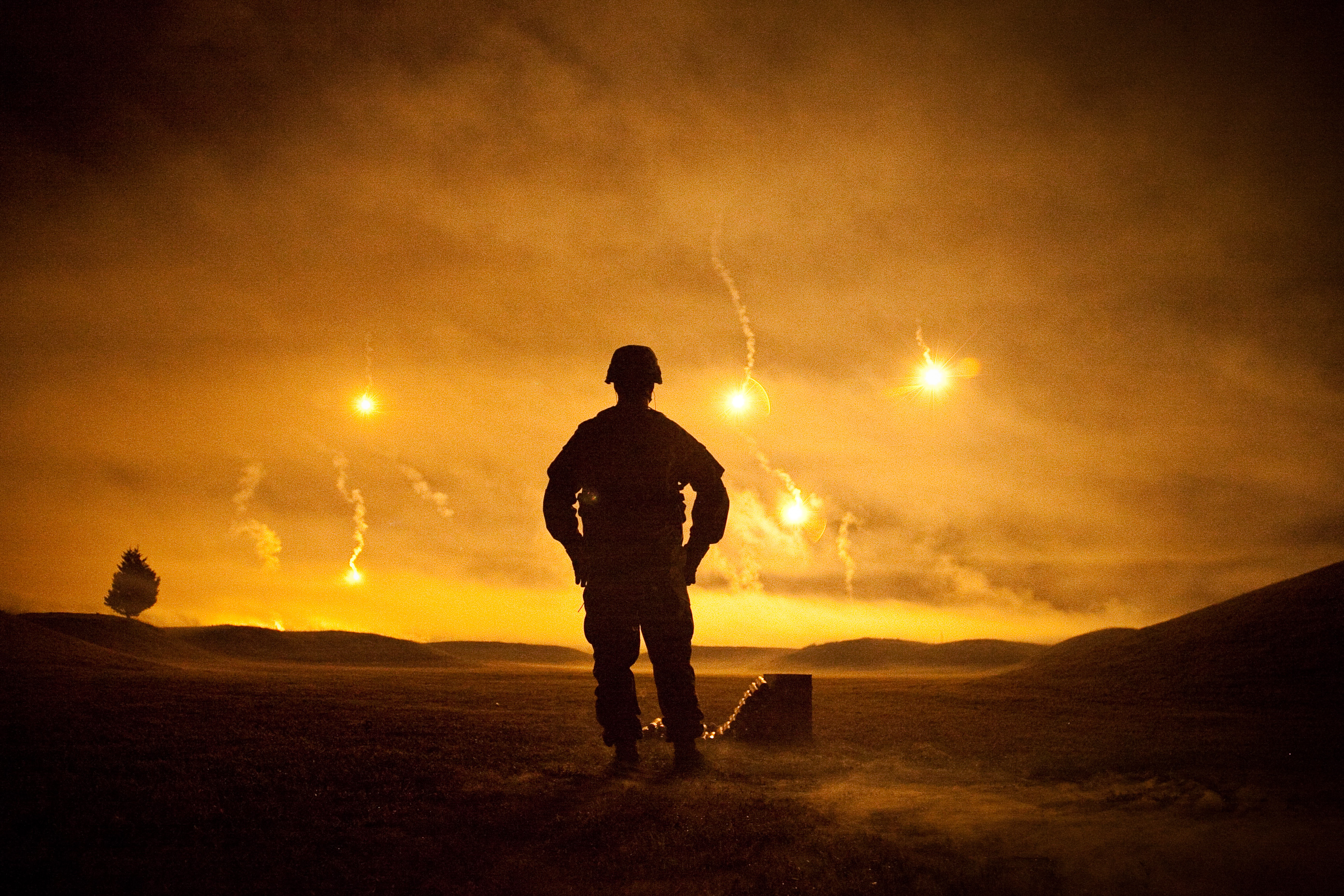
Przykład użycia rac do oświetlania terenu

Raca (także: flara) – przyrząd pirotechniczny  używany do sygnalizacji w różnych kontekstach, zarówno w życiu codziennym, jak i w zastosowaniach służb. Jej główną funkcją jest umożliwienie szybkiego i skutecznego sygnalizowania w sytuacjach awaryjnych, ratowniczych lub taktycznych, co przyczynia się do zwiększenia bezpieczeństwa i skuteczności działań.

## Skład racy
Ładunek świecący rac składa się z utleniaczy zmieszanych z opiłkami metali takich jak magnez lub glin; źródłem światła jest reakcja spalania tych ostatnich. Odpalana jest przez lont lub zawleczkę.
Skład chemiczny rac sygnalizacyjnych stanowi kluczowy element, determinujący ich skuteczność i funkcjonalność w różnych warunkach. Race sygnalizacyjne muszą mieć tak skomponowany skład, aby jednocześnie zapewniać wyraźny i jednoznaczny kolor. Kolory takie jak czerwony, biały, żółty i zielony są preferowane ze względu na ich widoczność i łatwość rozpoznawalności. Jednak na rynku występują też race w innych wersjach kolorystycznych np. pomarańczowy lub niebieski. Klasyczne składniki rac oświetlających, jak cynk z Ba(NO3)2, często nie zapewniają zadowalających efektów w przypadku rac sygnalizacyjnych. Dlatego zamiast nich stosuje się często magnez w połączeniu ze strontem. Dodatek odpowiedniego paliwa pomocniczego pomaga w generowaniu dodatkowego gazu, co rozszerza płomień spalania i zwiększa wydajność rac. Ostateczny skład rac zależy w większości od tego w jakim celu będzie wykorzystywana. Proporcje oraz wybrane składniki mają kluczowe znaczenie dla cech rac, takich jak intensywność światła, kolor, nasycenie i czas trwania jej palenia. 
Tabela przedstawia skład chemiczny rac:
| Składnik                  | Funkcja |
| Stront                    | Dodatkowy składnik, pomaga w generowaniu intensywnego czerwonego światła. Jego zastosowanie w połączeniu z magnezem stanowi istotny element zwiększający wydajność rac sygnalizacyjnych, szczególnie przy wykorzystaniu dodatkowego paliwa pomocniczego. Wspólnie te składniki gwarantują lepsze rezultaty w zakresie intensywności światła i jego koloru. |
| Magnez                    | Główne paliwo, generuje intensywne światło w obecności tlenu. |
| Bar                       | Pomocniczy składnik, wpływa na barwę płomienia. Ma istotny wpływ na ostateczną percepcję emitowanego światła. |
| Chlorki i guma chlorowana | Dodatkowe składniki wzmacniające efekty świetlne i kontrolujące tempo spalania, mogą go znacznie wydłużyć. |
| Paliwo pomocnicze         | Dodatkowy składnik, wspomaga proces spalania magnezu i generuje dodatkowy gaz. Dodawane wraz z magnezem i strontem, ma kluczowe znaczenie dla procesu spalania zachodzącego w racy. Jego głównym celem jest generacja dodatkowego gazu, co z kolei prowadzi do rozszerzenia płomienia i zwiększenia wydajności racy.                                       |
| Pigmenty                  | Decydują o ostatecznej barwie emitowanego światła. Stosowane są pigmenty w kolorze: czerwonego, zielonego, białego, niebieskiego, żółtego oraz pomarańczowego. |
| Substancje spoiwne        | Zapewniają stabilność formuły i dobre łączenie się składników. |

## Zastosowanie rac

### Zastosowanie rac dla służb:[2]
Służby ratownicze: Racy są niezastąpionym narzędziem dla służb ratunkowych, takich jak straż pożarna, pogotowie ratunkowe czy ratownictwo górskie. Pomagają w szybkiej lokalizacji osób poszkodowanych w wypadkach, katastrofach naturalnych lub zaginionych w terenie.
Wojsko i siły specjalne: W dziedzinie wojskowej race są używane do celów taktycznych, wskazywania celów dla lotnictwa, oznaczania pozycji własnych lub wroga, a także do sygnalizacji w warunkach bojowych.
Służby morskie: W żegludze race stanowią standardowe wyposażenie, służąc do sygnalizacji w sytuacjach awaryjnych, alarmów, ostrzeżeń przed niebezpieczeństwem oraz potrzeby wezwania pomocy.

### Zastosowanie rac w życiu codziennym:[2]
Sporty ekstremalne: Race są powszechnie wykorzystywane przez entuzjastów sportów ekstremalnych, takich jak wspinacze, narciarze, żeglarze czy kajakarze. Stanowią one niezawodne narzędzie sygnalizacyjne w przypadku zagrożenia lub wypadku, umożliwiając szybką lokalizację poszkodowanego.
Rekreacja i rozrywka: Racy znajdują zastosowanie podczas aktywności rekreacyjnych, takich jak obozowanie, wędkowanie czy pikniki, służąc jako elementy bezpieczeństwa w sytuacjach wymagających wezwania pomocy, zwłaszcza w odległych lub trudno dostępnych miejscach.
Praca w terenie: Ludzie pracujący w terenie, tacy jak geodeci, leśnicy czy pracownicy budowlani, mogą wykorzystywać race do sygnalizacji w przypadkach nagłych lub do oznaczania miejsc pracy w trudno dostępnych obszarach.